# Januarius
Januarius (asi 272 – 305) byl italský křesťanský duchovní. Katolickou a pravoslavnou církví je uctíván jako svatý.

## Život
O jeho životě je známo velmi málo, většina údajů pochází z textů vzniklých dlouho po jeho smrti, zejména v 6. století. Etnicky byl zřejmě Samnit, nejspíše narozený v Neapoli, v patricijské rodině. V patnácti letech se stal knězem a roku 302, ve svých dvaceti, biskupem v Beneventu, v jižní Itálii. V době vlády císaře Diokleciána, který započal poslední velkou římskou perzekuci křesťanů, byl zabit v Pozzuoli (ve starověku zvané Puteola) u Neapole. Jeho ostatky byly přeneseny do Neapole v 5. století. Od té doby je patronem města a ochráncem před výbuchem Vesuvu. 

## Úcta
V neapolské katedrále mají skleněné ampule se zaschlou krví, podle tradice Januáriovou. Podle katolické legendy tato krev zkapalní a počne vřít poté, co se přiblíží ke zde rovněž uchovávané Januáriově lebce. První zprávy o tomto zázraku (tzv. neapolský zázrak) pocházejí z roku 1389. 

## Kanonizace
Kanonizace proběhla starobylou formou přenesením ostatků
Januarius je svatým v katolické a pravoslavné církvi, katolíci jeho svátek slaví 19. září, pravoslavní 21. dubna.